# Acontia malagasy
Acontia malagasy là một loài bướm đêm trong họ Noctuidae.